# Stefano Radoslav di Serbia
Stefano Radoslav Nemanjić, in serbo Стефан Радослав Немањић? (1192 circa – Kraljevo, 1234), è stato un sovrano serbo.

## Il breve regno

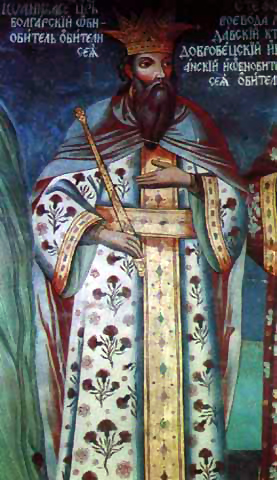
Ivan Asen II

Figlio di Stefano Prvovenčani e della figlia dell'imperatore bizantino Alessio III Angelo, Eudocia, fu educato alla maniera greca da sua madre, tanto che si considerava più legato a Costantinopoli che non alla Serbia.
Dopo la morte del padre, nel 1228 fu incoronato re dei Serbi da suo zio, l'arcivescovo Ratsko che lo aiutò, per tutto il tempo del suo breve regno, negli affari di stato. La sua indole era piuttosto tollerante e lassista, e questo lo rese poco amato dalla nobiltà.
Sposò Anna, la figlia del despota d'Epiro Teodoro Angelo Comneno da cui non ebbe eredi.
Quando suo suocero e alleato fu sconfitto nel 1230 nella battaglia di Klokotnitsa contro la Bulgaria di Ivan Asen II, i notabili serbi decisero di ribellarsi al re considerato troppo vicino ai Bizantini. Lo scacciarono dal trono e acclamarono re suo fratello Vladislav.
Radoslav fuggì nel 1233 e si rifugiò prima a Ragusa di Dalmazia e poi a Durazzo.
Dopo la fuga, decise di ritirarsi a vita religiosa e divenne monaco nel Monastero di Studenica dove morì e fu seppellito.

## Ascendenza
|                            |                    |                           | Genitori                |  |  | Nonni           |  |  | Bisnonni         |  |
|                            |                    |                           |                         |  |  | Stefano Nemanja |  |  | Zavida Vukanović |  |
|                            |                    |                           |                         |  |  | Stefano Nemanja |  |  | Zavida Vukanović |  |
|                            |                    | Uroš I di Rashka          |                         |  |  | Stefano Nemanja |  |  |                  |  |
| Stefano Prvovenčani        |                    |                           |                         |  |  | Stefano Nemanja |  |  |                  |  |
|                            |                    | Anna di Serbia            | Alessandro di Valacchia |  |  |                 |  |  |                  |  |
|                            |                    | Anna di Serbia            | Alessandro di Valacchia |  |  |                 |  |  |                  |  |
|                            |                    | Anna di Serbia            | …                       |  |  |                 |  |  |                  |  |
| Stefano Radoslav di Serbia |                    | Anna di Serbia            |                         |  |  |                 |  |  |                  |  |
|                            | Alessio III Angelo | Andronico Angelo          |                         |  |  |                 |  |  |                  |  |
|                            | Alessio III Angelo | Andronico Angelo          |                         |  |  |                 |  |  |                  |  |
|                            | Alessio III Angelo | Eufrosina Castamonitissa  |                         |  |  |                 |  |  |                  |  |
| Eudocia Angelina           | Alessio III Angelo |                           |                         |  |  |                 |  |  |                  |  |
|                            |                    | Eufrosina Ducena Camatera | Andronico Camatero      |  |  |                 |  |  |                  |  |
|                            |                    | Eufrosina Ducena Camatera | Andronico Camatero      |  |  |                 |  |  |                  |  |
|                            |                    | Eufrosina Ducena Camatera | …                       |  |  |                 |  |  |                  |  |
|                            |                    | Eufrosina Ducena Camatera |                         |  |  |                 |  |  |                  |  |